# Mathieu Oosterman
Mathieu Andreas Cornelis Oosterman, oft auch fälschlicherweise Oostermann geschrieben (* 18. Juni 1878 in Breda, Niederlande; † im 20. Jahrhundert) war ein niederländischstämmiger Szenenbildner beim deutschen Film.

## Leben
Oosterman erhielt ab 1899 an der Reichsakademie der Bildenden Künste in Amsterdam eine Ausbildung zum Maler. Zur Jahrhundertwende war er erstmals als Kunstmaler aktiv. Später wirkte Oosterman auch als Innenarchitekt. Beim Film seit dem Ersten Weltkrieg aktiv, war er vor allem im deutschen Stummfilm zur Zeit der Weimarer Republik gut beschäftigt. Dort realisierte er Entwürfe für minder wichtige Unterhaltungsfilme, war aber auch bisweilen für die Dekorationsmalereien zuständig. Seine letzte Stummfilmarchitektur lieferte Osterman zugleich für den letzten deutschen Stummfilm überhaupt: Der Todesweg auf die Bernina (1931).
Im Tonfilm benötigte man kaum mehr seine Mitarbeit, und Oosterman musste sich zumeist mit zweitrangigen Aufgaben als Hilfsarchitekt – überwiegend in Diensten der UFA – begnügen. Bei der tendenziösen B-Produktion Hände hoch! durfte der Holländer im Herbst 1941 noch einmal als Chefarchitekt Bauten entwerfen. Danach verliert sich seine Spur.

## Filmografie
- 1918: Der Fluch des Nuri
- 1919: Retter der Menschheit
- 1919: Verschleppt
- 1919: Dolores
- 1919: Das Gift im Weibe
- 1919: Die Berliner Range
- 1920: Intermezzo
- 1920: Moriturus
- 1920: Das Mädchen aus der Ackerstraße, 2. Teil
- 1921: Ratten der Großstadt, 1. Teil: Die geheimnisvolle Nacht
- 1921: Die Brillantenmieze (2 Teile)
- 1921: Großstadtmädels (3 Teile)
- 1921: Die Hafenlore (2 Teile)
- 1921: Lola, die Apachenbraut
- 1922: Frauenschicksal
- 1922: Die Frau mit den Millionen
- 1922: Die Kartenlegerin
- 1922: Morast
- 1923: Frau Schlange
- 1924: Das Herz der Lilian Thorland
- 1927: Der Geheimtresor
- 1927: Das Haus am Krögel
- 1929: Nacht vor dem Tode
- 1929: Engel im Séparée
- 1930: Fundvogel
- 1930: Großstadtpiraten
- 1931: Der Todesweg auf die Bernina
- 1931: Kinder vor Gericht
- 1933: Gretel zieht das große Los
- 1936: Der Jäger von Fall
- 1942: Hände hoch!